# Britische Militärfahrzeuge des Zweiten Weltkrieges
Dies ist eine Liste der wichtigsten Militärfahrzeuge, die von den Streitkräften des Vereinigten Königreichs während des Zweiten Weltkrieges eingesetzt oder entwickelt wurden.

## Kampfpanzer

### Leichte Panzer
| Kurzbezeichnung   | Name                             | Hauptwaffe                   | Baujahre  | Stückzahl        | Bemerkungen                                                                              |
| ----------------- | -------------------------------- | ---------------------------- | --------- | ---------------- | ---------------------------------------------------------------------------------------- |
| Eigene Produktion |                                  |                              |           |                  |                                                                                          |
|                   | Light Tank Mk I                  |                              |           | 9 oder 10        |                                                                                          |
|                   | Light Tank Mk II                 | .303 MG                      | 1929–1932 | 66               | Ausführungen Mk II, Mk IIA und Mk IIB                                                    |
|                   | Light Tank Mk III                | .303 MG oder .50 MG          | 1933      | 42               |                                                                                          |
|                   | Light Tank Mk IV                 | .303 MG oder .50 MG          | 1934      | 34               | Chassis für Flugabwehr-MG Tests genutzt                                                  |
|                   | Light Tank Mk V                  | .50 MG + .303 MG             | 1935      | 22               |                                                                                          |
|                   | Light Tank Mk VI                 | .50 MG + .303 (oder 7,92 mm) | 1935      | 1682             | Ausführungen Mk VI, VIA, VIB und VIC Mk-VIB-Haupttyp im Kampfeinsatz (550 beim BEF 1940) |
| (A17)             | Light Tank Mk VII Tetrarch       | 2 pdr                        | 1940      | 100 bis 177      | Auch als Purdah bezeichnet Normandie/Sowjetunion/Madagaskar                              |
| (A25)             | Light Tank Mk VIII Harry Hopkins |                              | 1941–1944 | 3 Prototypen, 92 | Umbau in Alecto SP, C26 (APC) und Alecto Dozer                                           |
| US-Lieferung      |                                  |                              |           |                  |                                                                                          |
| Light Tank M2A4   | Light Tank M2A4                  | 37 mm                        | 1939      | ?                | Als Ausbildungsfahrzeuge in GB und im Mittleren Osten                                    |
| Light Tank M3     | Stuart „Honey“                   | 37 mm                        |           | ca. 5000         |                                                                                          |
| Light Tank M5     | Stuart VI                        | 37 mm                        |           |                  | M5 und M5 A1                                                                             |
| Light Tank M22    | Locust                           | 37 mm                        | 1943–1944 | 260              | 6th Airborne Armoured Rec. Regt. (AARR)                                                  |
| Light Tank M24    | Chaffee                          | 75 mm M6                     | 1944–1945 | 289              |                                                                                          |

### Mittlere Panzer
| Kurzbezeichnung   | Name                                           | Hauptwaffe                                               | Baujahre   | Stückzahl                | Bemerkungen |
| ----------------- | ---------------------------------------------- | -------------------------------------------------------- | ---------- | ------------------------ | --- |
| Eigene Produktion |                                                |                                                          |            |                          | |
|                   | Vickers Medium Mk I                            |                                                          |            | 109                      | |
|                   | Vickers Medium Mk II                           | 3 pdr                                                    |            | 6258                     | Ausführungen Mk II, IIA, II* und II** |
| (A11)             | Infantry Tank Mk I Matilda I                   | .50 oder .303                                            |            | 139                      | Einsatz 1940 bei Arras |
| (A12)             | Infantry Tank Mk II Matilda II                 | 2 pdr                                                    |            | 2987                     | Varianten Matilda II Mk I, II, III und IV Matilda III CS, IV CS, Flail, Frog, CDL etc.                                                       |
|                   | Infantry Tank Mk III Valentine                 | 2 pdr (Mk I bis VII) / 6 pdr (VII, IX, X) 75mm (XI)      | 1940–1944  | 8275 (6.855 GB/1420 CDN) | Varianten: Mk I,II,III,IV,V,VI,VII,VIII,IX,X,XI Bridgelayer, Archer, Scorpion, Flame, Dublex-Drive 1390 (CDN) an die Sowjetunion geliefert<a |
| (A22)             | Infantry Tank Mk IV Churchill                  | 2 pdr + 3inch (Hull only Mk I) / 75mm                    | 1941-      | 5479                     | Varianten: Mk I,II,III,IV,V,VI,VII,VIII,IX,X,XI Bridgelayer, ARK, Crocodile, AVRE, BARV etc.                                                 |
| (A9)              | Cruiser Tank Mk I                              | 2 pdr                                                    | 1934       | 125                      | Variante: Mk I CS (3.7inch) |
| (A10)             | Cruiser Tank Mk II                             | 2 pdr                                                    | 1934       | 175                      | Varianten: Mk IIA und Mk IIA CS (3.7inch) |
| (A13)             | Cruiser Tank Mk III                            | 2 pdr                                                    |            | 65                       | |
| (A13 Mk II)       | Cruiser Tank Mk IV                             | 2 pdr                                                    |            | 665                      | Variante: Mk IVA |
| (A13 Mk III)      | Cruiser Tank Mk V Cruiser Tank Mk V Covenanter | 2 pdr                                                    |            | 1771                     | Variante: Covenanter Bridgelayer (30ft) |
|                   | Cruiser Tank Mk VI Cruiser Tank Mk VI Crusader | 2 pdr (I/II) / 6 pdr (III)                               | 1940–1943  | 5300                     | Variants: Crusader Mk. I, II, III Anti-Aircraft Observation Post, Command, ARV, Dozer, AMRA                                                  |
| (A24)             | Cruiser Tank Mk VII Cavalier Cavalier          | 6 pdr                                                    | 1941       | 500 (?)                  | Variante: Observation Post |
| (A27L)            | Cruiser Tank Mk VIII Centaur                   | 6 pdr (Mk I)                                             | 1942       | 950                      | Varianten: Centaur Mk I, II, III und IV (CS) Anti-Aircraft Mk I und II, ARV, Dozer, OP, Kangaroo                                             |
| (A27M)            | Cruiser Tank Mk VIII Cromwell                  | 6 pdr (I,II,III) 75mm (IV, IVw,Vw, VII), 95mm (VI, VIII) | 1943-      | 3066                     | Varianten: ARV, Command/Observation Post Mine clearing with CIRD                                                                             |
| (A30)             | Cruiser Tank Mk VIII Challenger                | 17 pdr                                                   | Ende 1943- | 200 (bestellt)           | |
| (A34)             | Cruiser Tank Comet                             | 76,2mm OQF                                               | Ende 1944- | 1186                     | Verwendung bis 1960 |
| (A41)             | Cruiser Tank Centurion                         | 17 pdr                                                   | 1945       | 6                        | |
| US-Lieferung      |                                                |                                                          |            |                          | |
| Medium Tank M3    | M3 Grant                                       | 37 mm/75 mm                                              | 1941–1942  | 4924                     | Varianten: Scorpion III&IV, Grant CDL |
| Medium Tank M4    | M4 Sherman                                     | 75 mm                                                    | 1942       | 17184                    | Varianten: Sherman Ia, II, III, IV, V Crab, Scorpion, BARV, ARV Mk I, CIRD, Bullshorn-Plough, DD Twaby ARK, Flame, Kangaroo                  |
| Medium Tank M4    | Sherman Firefly                                | 17pdr                                                    |            | 2100 bis 2200            | Britischer Umbau der gelieferten M4 Sherman Varianten: IIc (M4A1), IVC (M4A3), VC (M4A4)                                                     |

### Experimentelle Panzer
| Kurzbezeichnung | Name         | Hauptwaffe                      | Baujahre  | Stückzahl    | Bemerkungen                                         |
| --------------- | ------------ | ------------------------------- | --------- | ------------ | --------------------------------------------------- |
|                 | TOG          | 2 pdr (TOG I) / 17 pdr (TOG II) | 1939–1941 | 6            |                                                     |
| (A33)           | Excelsior    | 6 pdr                           | 1943      | 2 Prototypen | zugunsten Churchill fallengelassen                  |
| (A38)           | Valiant      | 75 mm                           | 1943–1944 | 2 Prototypen | Schwere Version des Valentine                       |
| (A39)           | Tortoise     | 32 pdr                          | 1942–1946 | 6 (1946)     | Entwicklung im Krieg, aber nicht produziert         |
| (A43)           | Black Prince | 17 pdr                          |           | 6 Prototypen | „Super Churchill“ / zugunsten Centurion eingestellt |

## Panzerjäger
| Kurzbezeichnung    | Name            | Hauptwaffe      | Baujahre | Stückzahl      | Bemerkungen         |
| ------------------ | --------------- | --------------- | -------- | -------------- | ------------------- |
|                    | AEC Mk I Deacon |                 |          | 175            |                     |
|                    | Archer          | 17 pdr OQF Mk I |          | 655            |                     |
| Tank Destroyer M10 | M10 Wolverine   |                 |          | ca. 1100       | US-Lieferung        |
|                    | Achilles        | 17 pdr          |          | Anteil von M10 | Britische Umrüstung |
|                    | Avenger         |                 |          | 230            | Erst 1946 gebaut    |

## Spähpanzer und -fahrzeuge
| Kurzbezeichnung | Name                          | Hauptwaffe | Baujahre | Stückzahl | Bemerkungen |
| --------------- | ----------------------------- | ---------- | -------- | --------- | ----------- |
|                 | Standard Beaverette           |            |          | ca. 2800  |             |
|                 | Humber LRC                    |            |          | ca. 3600  |             |
|                 | Morris CS9 Light Armoured Car |            |          | ca. 2200  |             |
|                 | Daimler Scout Car             |            |          | 6.626     |             |
|                 | Daimler Armoured Car          |            |          | 2.694     |             |
|                 | Humber Armoured Car           |            |          | 5.400     |             |
|                 | Humber Scout Car              |            |          | 4.102     |             |
|                 | AEC Armoured Car              |            |          | 629       |             |
|                 | Staghound (US-Import)         |            |          | ca. 4000  |             |

## Panzerhaubitzen und Selbstfahrlafetten
| Kurzbezeichnung | Name                            | Hauptwaffe | Baujahre  | Stückzahl     | Bemerkungen                     |
| --------------- | ------------------------------- | ---------- | --------- | ------------- | ------------------------------- |
| Bishop          | Carrier, Valentine, 25 pdr Mk I | 25 pdr     |           | 149           | Valentine-Chassis               |
| Sexton          |                                 | 25 pdr     | 1943–1945 | 2150          | Import aus Kanada / RAM-Chassis |
| Priest          | M7 Howitzer Motor Carriage      |            |           | 5500 bestellt | US-Import                       |

## Amphibienfahrzeuge
| Kurzbezeichnung | Name     | Besatzung | Baujahre | Stückzahl   | Bemerkungen |
| --------------- | -------- | --------- | -------- | ----------- | ----------- |
|                 | Terrapin |           |          | 200         |             |
|                 | Buffalo  |           |          | (US-Import) |             |

## Gepanzerte Truppentransporter
| Kurzbezeichnung | Name                          | Besatzung | Baujahre | Stückzahl  | Bemerkungen |
| --------------- | ----------------------------- | --------- | -------- | ---------- | ----------- |
|                 | Universal Carrier und Abarten |           |          | ca. 57.000 |             |
|                 | Loyd Carrier                  |           |          | ca. 26.000 |             |

## Unterstützungsfahrzeuge

### Brückenlegepanzer
| Kurzbezeichnung | Name                        | Brückenlänge | Baujahre | Stückzahl | Bemerkungen |
| --------------- | --------------------------- | ------------ | -------- | --------- | ----------- |
|                 | Valentine MK II Bridgelayer |              |          |           |             |
|                 | Covenanter Bridgelayer      |              |          |           |             |
|                 | Churchill Bridgelayer       |              |          |           |             |
|                 | Churchill ARK               |              |          |           |             |

### Spezialfahrzeuge
| Kurzbezeichnung | Name                       | Funktion | Baujahre | Stückzahl | Bemerkungen        |
| --------------- | -------------------------- | -------- | -------- | --------- | ------------------ |
|                 | Cromwell ARV               |          |          |           |                    |
|                 | Cromwell OP                |          |          |           |                    |
|                 | Churchill AVRE             |          |          |           |                    |
|                 | BARV                       |          |          |           | verschiedene Typen |
|                 | DD tank                    |          |          |           | verschiedene Typen |
|                 | Dorchester Command Vehicle |          |          | 380       |                    |
|                 | AEC Command Vehicle        |          |          | 415       |                    |
|                 | Bedford OXA                |          |          | 948       |                    |
|                 | Bedford Cockatrice         |          |          | 66        |                    |

## Rad- und Kettenschlepper
| Kurzbezeichnung | Name                 | Zugleistung | Baujahre | Stückzahl                | Bemerkungen |
| --------------- | -------------------- | ----------- | -------- | ------------------------ | ----------- |
|                 | Crusader Gun Tractor |             |          | 5300 (alle Ausführungen) |             |

## Ungepanzerte Fahrzeuge
| Hersteller        | Bezeichnung                     | Funktion                              | Baujahre | Stückzahl  | Bemerkungen                                           |
| ----------------- | ------------------------------- | ------------------------------------- | -------- | ---------- | ----------------------------------------------------- |
| AEC               | 0853 Matador 4x4                | All Wheel Drive Medium 3-ton          |          | ca. 9000   |                                                       |
| AEC               | Marshal 6x4                     | Medium Truck 3-ton                    |          |            |                                                       |
| Albion            | BY Series 6x4                   | Medium Truck 3-ton                    |          |            |                                                       |
| Albion            | CL125, KL127 4x2                | Medium Lorry 3-ton                    |          |            |                                                       |
| Albion            | CX6N 6x4                        | Heavy Lorry 10-ton                    |          |            |                                                       |
| Albion            | CX23N 6x4                       | Heavy Lorry 10-ton                    |          |            |                                                       |
| Albion            | FT11N                           | All Wheel Drive Medium 3-ton          |          |            |                                                       |
| Austin            | 10 hp                           | Light Utility „Tilly“                 |          |            |                                                       |
| Austin            | BYD 42                          | Light Truck 15-cwt                    |          |            |                                                       |
| Austin            | K2/YF 4x2                       | Medium Lorry 2-ton                    |          |            |                                                       |
| Austin            | K3/YF 6x4                       | Medium Truck 3-ton                    |          |            |                                                       |
| Austin            | K6, K61A 6x4                    | Medium Truck 3-ton                    |          |            |                                                       |
| Austin            | K30 4x2                         | Medium Lorry 30-cwt                   |          |            |                                                       |
| Austin            | K5 4x4                          | All Wheel Drive Medium 3-ton          |          |            |                                                       |
| Bedford           | ML 4x2                          | Medium Lorry 2-ton                    |          |            |                                                       |
| Bedford           | MW 4x2                          | Light Truck 15-cwt                    |          | 65.995     |                                                       |
| Bedford           | MSC 4x2                         | Medium Lorry 30-cwt                   |          |            |                                                       |
| Bedford           | OW Series 4x2                   | Heavy Lorry 5-ton                     |          |            |                                                       |
| Bedford           | OX Series                       | Medium Lorry 30-cwt                   |          | 24.429     |                                                       |
| Bedford           | OY Series                       | Medium Lorry 3-ton (60-cwt)           |          | 72.385     |                                                       |
| Bedford           | QL Series                       | All Wheel Drive Medium 3-ton (60-cwt) |          | ca. 52.250 |                                                       |
|                   | Canadian Military Pattern Truck |                                       |          |            | Import aus Kanada, verschiedene Ausführungen          |
| Commer            | Bettle 4x2                      | Light Truck 15-cwt                    |          |            |                                                       |
| Commer            | Q2 4x2                          | Medium Lorry 30-cwt                   |          |            |                                                       |
| Commer            | Q4 4x2                          | Medium Lorry 3-ton                    |          |            |                                                       |
| Commer            | Q6 4x2                          | Heavy Lorry 6-ton                     |          |            |                                                       |
| Crossley          | 1GL7, 1GL8 6x4                  | Medium Truck 3-ton                    |          |            |                                                       |
| Dennis            | Max 4x2                         | Heavy Lorry 6-ton                     |          |            |                                                       |
| Dennis            | WD 4x2                          | Medium Lorry 3-ton                    |          |            |                                                       |
| Dennis            | Pig 4x2                         | Heavy Lorry 5-ton                     |          |            |                                                       |
| Dodge             | 80, 82 4x2                      | Medium Lorry 3-ton                    |          |            |                                                       |
| Dodge             | 100 4x2                         | Heavy Lorry 5-ton                     |          |            |                                                       |
| Dodge             | 120 4x2                         | Heavy Lorry 6-ton                     |          |            |                                                       |
| E.R.F.            | 2C14 4x2                        | Heavy Lorry 6-ton                     |          |            |                                                       |
| Foden             | DG4/6 4x2                       | Heavy Lorry 6-ton                     |          |            |                                                       |
| Foden             | DG/6/10, DG/6/12 6x4            | Heavy Lorry 10-ton                    |          |            |                                                       |
| Ford              | E917T 6x4                       | Medium Truck 3-ton                    |          |            |                                                       |
| Ford              | EOT18T 4x2                      | Medium Lorry 30-cwt                   |          |            |                                                       |
| Ford              | WOA1 4x2                        | Saloon                                |          |            |                                                       |
| Ford              | WOC1                            | Light truck 8 cwt                     |          |            |                                                       |
| Fordson           | EO1T, EO1Y 4x2                  | Light Truck 15-cwt                    |          |            |                                                       |
| Fordson           | Thames 7V 4x2                   | Heavy Lorry 4 to 6-ton                |          |            |                                                       |
| Fordson           | WOT1 Series 6x4                 | Medium Truck 3-ton                    |          |            |                                                       |
| Fordson           | WOT2 4x2                        | Light Truck 15-cwt                    |          |            |                                                       |
| Fordson           | WOT3 4x2                        | Medium Lorry 30-cwt                   |          |            |                                                       |
| Fordson           | WOT6 4x4                        | All Wheel Drive Medium 3-ton          |          |            |                                                       |
| Fordson           | WOT8 4x4                        | All Wheel Drive Medium 30-cwt         |          |            |                                                       |
| Guy               | Ant 4x2                         | Light Truck 15-cwt                    |          |            |                                                       |
| Guy               | Quad Ant 4x4                    | Light Truck 15-cwt                    |          |            |                                                       |
| Guy               | FBAX 3-ton 6x4                  | Medium Truck 3-ton                    |          |            |                                                       |
| Guy               | Lizzard                         | All Wheel Drive Medium 3-ton          |          |            |                                                       |
| Humber            | Snipe 4x2                       | Light truck 8 cwt                     |          |            | Stabswagen u. a. von Feldmarschall Montgomery genutzt |
| Humber            | F.W.D. 4x4                      | Light truck 8 cwt                     |          |            |                                                       |
| Maudslay          | Militant 4x2                    | Heavy Lorry 6-ton                     |          |            |                                                       |
| Karrier           | Bantam 4x2                      | Medium Lorry 2-ton                    |          |            | Mk. I, Mk. II                                         |
| Karrier           | CK6 6x4                         | Medium Truck 3-ton                    |          |            |                                                       |
| Karrier           | K6 4x4                          | All Wheel Drive Medium 3-ton          |          |            |                                                       |
| Leyland           | Hippo 6x4                       | Heavy Lorry 10-ton                    |          |            | Mk. I, Mk. II, Mk. IIA, Mk. IIB                       |
| Leyland           | Lynx 4x2                        | Medium Lorry 3-ton                    |          |            |                                                       |
| Leyland           | Retriever 6x4                   | Medium Truck 3-ton                    |          |            |                                                       |
| Leyland           | Terrier 6x4                     | Medium Truck 3-ton                    |          |            |                                                       |
| Morris            | C4 4x2                          | Light Truck 15-cwt                    |          |            | Mk. I, Mk. II                                         |
| Morris            | C8 4x4 „Quad“                   | Light Truck 15-cwt                    |          | ca. 10.000 |                                                       |
| Morris            | CS8 4x2                         | Light truck 15-cwt                    |          | ca. 21.000 |                                                       |
| Morris-Commercial | CS11/30 4x2                     | Medium Lorry 30-cwt                   |          |            |                                                       |
| Morris-Commercial | PU                              | Light Truck 8-cwt                     |          |            |                                                       |
| Morris-Commercial | PU8/4                           | Light Truck 8cwt                      |          |            |                                                       |
| Scammell          | Pioneer                         |                                       |          | 768        |                                                       |
| Thornycroft       | GT/TC4, HF/TC4 4x2              | Medium Lorry 30-cwt                   |          |            |                                                       |
| Thornycroft       | Nubian                          | All Wheel Drive Medium 3-ton          |          |            |                                                       |
| Thornycroft       | Tartar 6x4                      | Medium Truck 3-ton                    |          |            |                                                       |
| Thornycroft       | WZ/TC4, ZS/TC4 4x2              | Medium Lorry 30-cwt                   |          |            |                                                       |
| Tillings-Stevens  | TS20 4x2                        | Medium Lorry 3-ton                    |          |            |                                                       |

## Lend&Lease Fahrzeuge
Durch die große Leistungsfähigkeit der amerikanischen Industrie standen viele amerikanische Fahrzeugtypen auch für anderen alliierten Streitkräfte im Rahmen der verschiedenen Hilfsprogramme zur Verfügung.
Allerdings verfügten die britischen Streitkräfte über die Möglichkeit Fahrzeuge aus der Fertigungen der anderen Commonwealth-Staaten, zu beziehen. Ohne Anspruch auf Vollständigkeit:
| Hersteller                  | Bezeichnung          | Funktion          | Baujahre  | Stückzahl | Bemerkungen     |
| --------------------------- | -------------------- | ----------------- | --------- | --------- | --------------- |
| Diamond T Company (Chicago) | M20 Tank Transporter | Panzertransporter | 1941-1945 | ca. 1000  |                 |
| Mack                        | NR                   | Schwerer Lkw      |           |           | 6x4 - 10 Tonner |